# Raffaele Ciriello
Ascanio Raffaele Ciriello (Venosa, 2 agosto 1959 – Ramallah, 13 marzo 2002) è stato un fotoreporter e blogger italiano di guerra. È uno degli oltre 20 giornalisti uccisi dalle forze israeliane nei territori palestinesi occupati negli ultimi ventidue anni secondo il Comitato per la protezione dei giornalisti.

## Biografia
Nato a Venosa ma originario di Ginestra, con la famiglia si trasferì a Milano all'età di due anni. Laureato in Medicina e specializzato in chirurgia plastica, cominciò a fare il fotografo nei primi anni Novanta, lavorando per la rivista "Motociclismo". È alla copertura nel 1991 della Parigi-Dakar che nacque l'amore per l'Africa che lo porterà come fotoreporter di guerra freelance in Somalia nel 1993 diventando collaboratore del Corriere della Sera.
A soli 42 anni Raffaele Ciriello restò ucciso a Ramallah, in Palestina da sei colpi di un carro armato israeliano, diventando così il primo giornalista straniero caduto nell'Intifada. Il 13 marzo 2002 a Ramallah - mentre stava documentando un rastrellamento dell'esercito israeliano - venne inquadrato e ucciso da una raffica sparata da un carro armato: fu il quarto giornalista occidentale ad essere ucciso dall'IDF nei territori occupati La magistratura italiana chiese al governo israeliano di far conoscere i nomi dell'equipaggio di quel carro armato, ma ne ebbe un rifiuto nonostante il trattato di collaborazione giudiziaria stipulato tra i due paesi. Il procedimento penale venne perciò archiviato. Pur non essendo state chiarite le dinamiche dell'uccisione del fotografo italiano, il vice ministro israeliano della Difesa, Dalia Rabin-Pelosoff (figlia del premier Yitzhak Rabin) e il ministro degli Esteri israeliano Shimon Peres espressero il cordoglio del governo e del Parlamento israeliano per la morte di Ciriello.
Al funerale parteciparono più di cinquecento persone, tra cui diverse personalità del mondo politico e giornalistico: il ministro per gli italiani nel mondo Mirko Tremaglia, il sindaco di Milano Gabriele Albertini, il presidente del consiglio comunale Giovanni Marra, l'assessore regionale Carlo Lio, l'onorevole Giorgio La Malfa, il prefetto Bruno Ferrante, il questore Enzo Boncoraglio, il comandante provinciale dei carabinieri Pasquale Muggeo, il direttore del Corriere della Sera Ferruccio de Bortoli e Lorenzo Zolfo, giornalista cugino di Raffaele e consigliere comunale a Ginestra. Nel maggio 2009, Daniele Biacchessi scrive la storia di Raffaele Ciriello nel suo libro Passione reporter.